# Schule besonderer pädagogischer Prägung
Schulen besonderer pädagogischer Prägung sind Modellschulen im Land Berlin, die über ein besonderes pädagogisches oder organisatorisches Konzept verfügen. Sie wurden durch Rechtsverordnung der Senatsverwaltung eingerichtet und können von einzelnen Vorschriften des Berliner Schulgesetzes abweichen.

## Schulen

### Fremdsprachliche Prägung
- Staatliche Europaschulen Berlin (Athene-Grundschule u. a.)
- Französisches Gymnasium Berlin
- Grundständige Gymnasien und Gesamtschulen
  - Friedrich-Engels-Gymnasium
  - Johann-Gottfried-Herder-Oberschule
  - Romain-Rolland-Oberschule
  - Rückert-Gymnasium
- Hans-Carossa-Gymnasium Berlin
- John-F.-Kennedy Schule Berlin

### Mathematisch-Naturwissenschaftliche Prägung
- Georg-Forster-Oberschule
- Heinrich-Hertz-Gymnasium
- Herder-Gymnasium

### Sportliche Prägung
- Flatow-Oberschule
- Staatliche Ballettschule Berlin und Schule für Artistik

### Musikalische Prägung
- Musikgymnasium Carl Philipp Emanuel Bach
- Georg-Friedrich-Händel-Gymnasium
- Musikbetonte Gesamtschule mit gymnasialer Oberstufe „Paul Dessau“ Zeuthen

### Grundschulen
- Clara-Grunwald-Grundschule
- Joan-Miró-Grundschule

### Andere Schulen
- Arndt-Gymnasium Dahlem
- Bettina-von-Arnim-Schule
- Nikolaus-August-Otto-Oberschule
- Die Stadt-als-Schule Berlin
- Schulfarm Insel Scharfenberg
- Rosa-Luxemburg-Gymnasium
- Sophie-Scholl-Schule